# Elizabeth Girling
Elizabeth Jean St Clair Girling (Birmingham, 7 de marzo de 1913 - 24 de marzo de 2005), de soltera Aytoun, fue una veterana británica de la guerra civil española, activista política y promotora de campañas benéficas.

## Trayectoria
Elizabeth Aytoun nació el 7 de marzo de 1913 en Birmingham (Reino Unido), hija de Dorothy Henderson y del reverendo Robert Aytoun, estudioso del Antiguo Testamento. Su padre murió cuando ella tenía siete años, y Edward Cadbury se convirtió en su tutor. Cadbury financió la educación de Girling, que asistió a la St Leonards School de St Andrews, y posteriormente a la Universidad de Oxford, donde estudió Literatura Inglesa; uno de sus tutores en Oxford fue J. R. R. Tolkien.
Durante su estancia en Oxford, Girling se hizo comunista y, tras graduarse, trabajaría para la Asociación de la Liga de Naciones y para el Sindicato General de Trabajadores del Transport.

### Guerra Civil Española
Girling viajó a España en 1937 para unirse a la resistencia contra la sublevación del general Franco. Destinada en los Pirineos, su principal responsabilidad era cuidar de los niños evacuados a causa de la guerra. Durante su estancia en España, conoció a Frank Girling, entonces estudiante de Cambridge que trabajaba para el Servicio Voluntario Internacional por la Paz. Se casaron en 1939.

### Activismo y obras de caridad
Tras abandonar España, Girling abrió la casa familiar, el castillo de Ashintully, a los refugiados de Europa del Este y Londres durante la Segunda Guerra Mundial, mientras que Frank fue destinado primero a la costa este de Escocia y posteriormente a la India.
Después de la guerra, la pareja se trasladó a Inglaterra. El trabajo de Frank como antropólogo social y académico les llevó a ciudades universitarias como Cambridge, Oxford, Leeds y Sheffield, antes de establecerse finalmente en Edimburgo.
Girling siguió siendo una socialista comprometida y una firme partidaria del Partido Laborista. En 1959 fundó el Partisan Coffee House en Victoria Street, Edimburgo, que se convertiría en un conocido punto de encuentro para intelectuales y artistas de izquierdas durante la década de 1960.
Girling también luchó por mejorar los servicios para las personas alérgicas en Escocia y fue miembro fundador del Grupo de Apoyo a los Alérgicos de Lothian. En representación de esta organización, solicitó al Parlamento escocés la creación de clínicas especializadas para alérgicos en Escocia.